# 아이코닉스
(주)아이코닉스 (ICONIX Co.Ltd)는 대한민국의 애니메이션 제작 기업이다. 본사는 경기도 성남시에 있으며, 2001년에 설립되었다.

## 창작 제작 애니메이션

### KBS
- 수호요정 미셸
- 태극천자문
- 제트레인저
- 스톤에이지

### EBS
- 미술탐험대
- 치로와 친구들
- 뽀롱뽀롱 뽀로로
- 꼬마버스 타요
- 띠띠뽀 띠띠뽀
- 플라워링 하트

## 외주 제작 애니메이션
- 타방송사
- CEDRIC (미국 4Kids Entertainment 사 제작 및 수입판권)
- WILD INSTINCT (프랑스 PRODCIDIS 사 제작 및 수입판권)
- 꼬마숙녀 스트로베리 (미국 American Greetings사 제작 및 수입판권)
- JEI재능TV
- 꼬마공주 유시 (일본 GAINAX사 제작 및 수입판권)
- 합체용사 플러스터 (원제: 冒険遊記プラスターワールド) (일본 NAS사 제작 및 수입판권)
- 투니버스
- 드래건 드라이브 (일본 NAS,매드하우스,반다이비주얼 사 제작 및 수입판권)
- 달빛천사 (일본 스튜디오 딘 사 제작 및 수입판권)
- 신비한 별의 쌍둥이 공주 (일본 NAS사 제작 및 수입판권)
- 꼬마마법사 레미 비바체 (원제: Ojamajo Doremi Dokkan!) (일본 토에이 애니메이션 사 제작 및 수입판권)
- KBS
- 요리킹 조리킹 (원제: Bistro Recipe) (일본 닛폰애니메이션 사 제작 및 수입판권)
- MBC
- 꼬마마법사 레미 (원제: Ojamajo Doremi) (일본 토에이 애니메이션 사 제작 및 수입판권)
- 꼬마마법사 레미 샵 (원제: Ojamajo Doremi #)
- 꼬마마법사 레미 포르테 (원제: Mo~tto! Ojamajo Doremi)

### 애니플러스 자회사 방영
- 스파게티 패밀리
- 늑대 루보

### 아이코닉스 완구
- 타요 : 미니카 타요를 2021년 [레스큐 타요]로 리브랜딩하여 유아 아이들의 자동차 플레이 세트로 세계관을 넓히고있다.
- 뽀로로 : 대표 완구로 유아 국민 아이템 " 뽀로로 뮤직 플레이 하우스" " 뽀로로 노래하는 청소 돌돌이" "뽀로로 코딩 샌드위치가게] 등이 있다.
- 데코데코 : 초등학생 타겟의 완구 "시간 순삭 인싸템 총집합"의 제품들로 [말캉이 메이킷]외 2021년 11월 런칭하였다.

- 자사 쇼핑몰 : 뽀로로몰, 데코데코 스마트 스토어가 있다.

-뽀로로몰 : https://pororomall.com/
-데코데코 스마트 스토어 : https://smartstore.naver.com/deco-deco

## 투자
E&F PE가 프리 IPO 형태로 코너스톤투자파트너스와 함께 회사에 200억원을 투자하였다

## 같이 보기
- 선우앤컴퍼니
- 한국교육방송공사